# Martin Dedović
Martin Dedović, avstrijski general in vojaški inženir, * 1756, † 9. oktober 1822.